# Kvarteret Talgoxen
Kvarteret Talgoxen i Karlskoga är ett kvarter utmed Gymnasistgatan i stadsdelen Bregården. Kvarteret anses av Örebro läns museum vara miljömässigt och kulturhistoriskt värdefullt. Flera av fastigheterna är skyddade i detaljplanen. 

## Historik
Talgoxen 1 är en vit jugendvilla som uppfördes av föreståndaren för fattigvården, Gösta Nilsson under åren 1924–1925. Som tidigare nämnts är fastigheten är skyddad i detaljplanen.
Talgoxen 2 och 3 uppfördes som komministerbostäder någon gång under åren 1920–1930. Husens entré är riktad mot Karlskoga kyrka. 